# 雷德莱滕
雷德莱滕是奥地利上奥地利州弗克拉布鲁克县的一个市镇。总面积14平方公里，总人口482人，人口密度34.4人/平方公里（2005年）。